# Полоево
Поло́ево (бел. Пало́ева) — деревня в составе Антоновского сельсовета Чаусского района Могилёвской области Республики Беларусь.

## Население
- 2010 год — 1 человек